# Monasterio de Jovanje
El monasterio de Jovanje (en serbio: Манастир Јовање y manastir Jovanje) es un monasterio ortodoxo serbio ubicado en Montaña Ovčar en Čačak. Situado cerca de la aldea de Ovčar Banja en la eparquía de Žiča, es uno de los 10 monasterios de la montaña Ovčar.

## Historia
El monasterio de Jovanje se encuentra en medio del desfiladero de la montaña Ovčar en el lado izquierdo del lago, al que se puede llegar por la antigua carretera junto al monasterio de Nikola. No se sabe con certeza cuándo y quién construyó Jovanje. según algunas lápidas. La batalla de Kosovo en el año 1389.
La antigua iglesia dedicada a San Juan el Bautista se inundó durante la construcción de la central hidroeléctrica y el lago Medjuvrsje en el año 1954. Hieromonje Makarije Milovanović fue un famoso clérigo del monasterio.
Según las notas del escritor Vuk Karadzic, el monasterio de Jovanje fue un laurel, a partir del cual se gestionó con otros monasterios de la montaña sagrada serbia, es decir, con los monasterios del desfiladero de la Montaña Ovčar.
El Monasterio de Jovanje fue destruido y devastado varias veces. En 1936, las monjas del monasterio de Kalište en el lago Ohrid llegaron al monasterio de Jovanje. Con la ayuda de los fieles y de los anfitriones, las monjas renovaron el monasterio de Jovanje, los hospedajes y sembraron frutas, y comenzaron a cuidar a los niños y al resto de los desamparados.
El actual monasterio de Jovanje fue edificado en 1957, un año después de la construcción del lago Medjuvrsje, durante la época del obispo Germán de Serbia, y es uno de los más hermosos de la montaña Ovčar.